# 5月14日
5月14日（ごがつじゅうよっか）は、グレゴリオ暦で年始から134日目（閏年では135日目）にあたり、年末まではあと231日ある。

## できごと

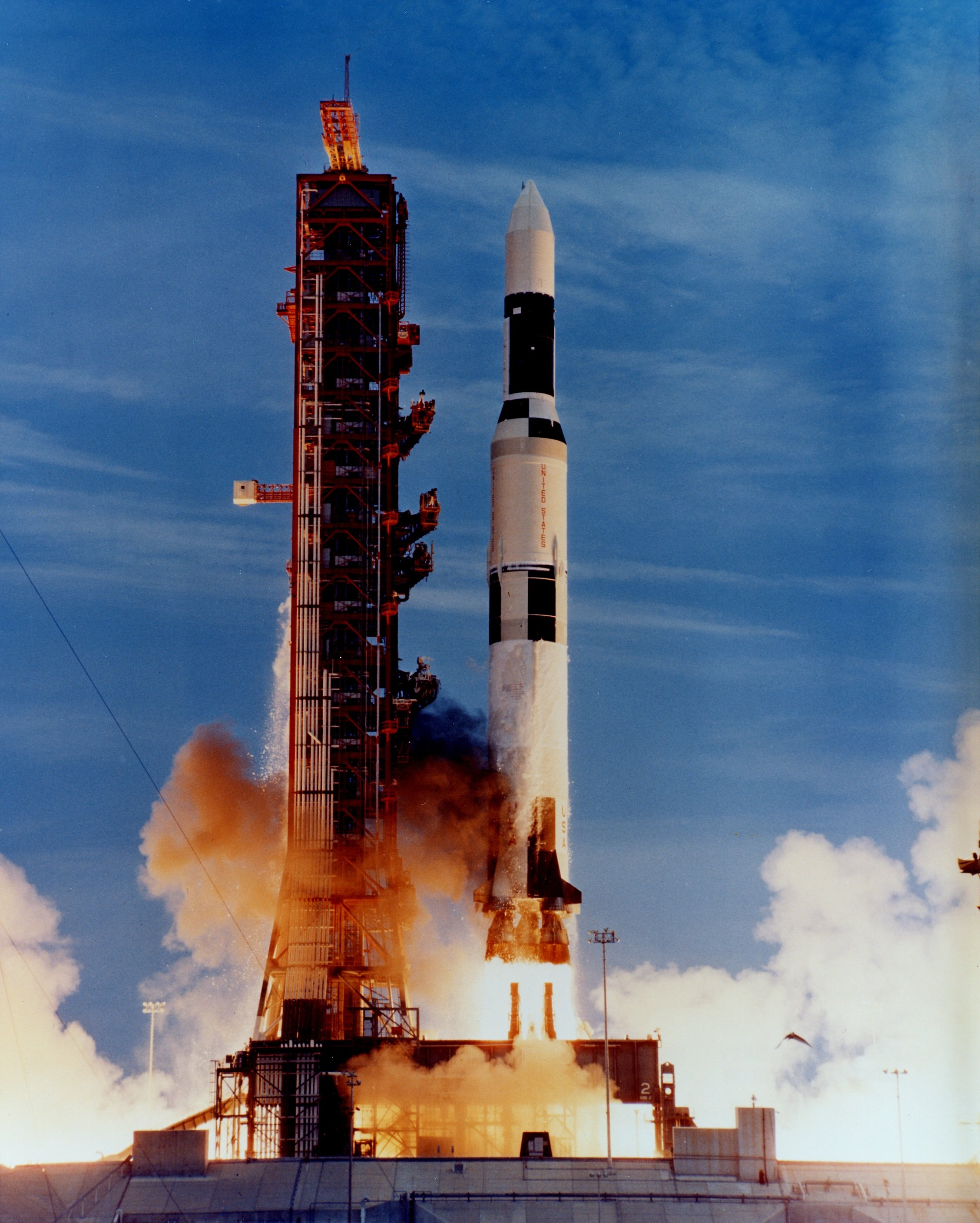
アメリカ合衆国の宇宙ステーション、スカイラブ1号発射(1973)。

- 996年（長徳2年4月24日） - 藤原道長と関白の座を争った藤原伊周が、大宰権帥に左遷される。
- 1019年（寛仁3年4月7日） - 刀伊の入寇。
- 1264年 - 第2次バロン戦争: ルースの戦い（英語版）。イングランド王ヘンリー3世がシモン・ド・モンフォールに捕らえられる[1]。
- 1607年 - 英国王ジェームス1世によって認可されたバージニア社の英国人入植者が、北米に英国初の入植地を設立し、バージニア州ジェームズタウンと命名した[2]。
- 1610年 - フランス国王アンリ4世がカトリックの狂信者ラヴァイヤックに暗殺される[3]。
- 1643年 - ルイ14世が4歳でフランス王に即位。
- 1747年 - オーストリア継承戦争: 第一次フィニステレ岬の海戦。
- 1796年 - エドワード・ジェンナーが8歳の少年に対し初めて牛痘の膿（種痘）を使用[4]。
- 1801年 - オスマン帝国・トリポリのパシャが在トリポリアメリカ合衆国領事館の星条旗を切り落とす事件が発生。第一次バーバリ戦争の引き金となる。
- 1804年 - 第三代米国大統領トーマス・ジェファーソンから、太平洋岸に至る水運のルートを見つけため任命されたルイス・クラーク探検隊が、ミズーリ州セントルイスを出発。1806年9月23日帰還。
- 1811年 - パラグアイがスペインから独立。
- 1868年（慶応4年4月19日） - 戊辰戦争: 宇都宮城の戦い。
- 1870年 - ニュージーランドにおける初のラグビーフットボールの試合が行われる[5]。
- 1874年 - 5月14日と5月15日、マサチューセッツ州ケンブリッジで、マギル大学とハーバード大学が、世界で初めてアメリカンフットボールの試合を行う[6]。
- 1878年 - 紀尾井坂の変: 内務卿大久保利通が暗殺される。
- 1888年 - 明治唱歌第1集が発行される[7]。
- 1889年 - 大阪鉄道の最初の開業区間・湊町（現 JR難波） - 柏原（現在の関西本線）が開業。
- 1900年 - 第2回夏季オリンピック、パリ大会開催。10月28日まで。
- 1910年 - ロンドンで日英博覧会開催。10月29日まで。
- 1913年 - ロックフェラー財団の設立が認可される。
- 1925年 - ヴァージニア・ウルフの小説『ダロウェイ夫人』が発刊。
- 1927年 - ドイツのクルーズ客船「カップ・アルコナ」が進水。
- 1928年 - 台中不敬事件が起こる。
- 1930年 - カールズバッド洞窟群国立公園が発足。
- 1932年 - チャールズ・チャップリンが初の来日。
- 1935年 - 同年2月8日に憲法会議で採択され、3月23日米国大統領によって承認されたフィリピン憲法が、国民投票によって批准された。
- 1935年 - シンシナティーでメジャーリーグベースボール初のナイターを開催。
- 1939年 - リナ・メディナが、世界最年少の5歳7か月21日で子供を出産[注釈 1]。
- 1940年 - 第二次世界大戦・オランダにおける戦い: ナチス・ドイツ軍がロッテルダムを爆撃し、オランダが降伏。
- 1940年 - イギリスで地域防衛義勇隊（後のホーム・ガード）が発足する。
- 1945年 - 第二次世界大戦・日本本土空襲: 名古屋空襲で名古屋城が焼失。
- 1948年 - イスラエルが建国を宣言。同日、アラブ連盟5カ国がイスラエルへの戦争を宣言し、第一次中東戦争が始まる。
- 1955年 - ソ連を含む8カ国の共産圏諸国が相互軍事援助を目的としたワルシャワ条約に調印。冷戦の終結により1991年7月1日に解体された[8]。
- 1955年 - ウィグワム作戦: 5月14日から翌15日にかけて、アメリカ合衆国がサンディエゴの南西500マイルの太平洋で核実験を実施。
- 1960年 - 日米安全保障条約改定に反対するデモ隊約10万人が国会を取り囲む[9]。
- 1963年 - クウェートが国連に加盟。
- 1971年 - 第48代横綱大鵬が引退[10]。初の一代年寄に。
- 1972年 - 火炎瓶処罰法が公布・施行。
- 1973年 - アメリカ合衆国初の宇宙ステーション「スカイラブ」が、サターンVロケットにより打ち上げられる[11]。
- 1991年 - 信楽高原鐵道列車衝突事故が起こる。
- 1991年 - 第58代横綱千代の富士が引退。
- 1997年 - エア・カナダ、ルフトハンザ航空、スカンジナビア航空、タイ国際航空、ユナイテッド航空によりスターアライアンスが設立される。
- 1997年 - アイヌ新法が公布。
- 1999年 - 自動車のナンバープレート（自動車登録番号標のみ）の分類番号3桁化が全国で行われ、レンタカーと駐留軍車の希望番号制度を実施。
- 2004年 - 盧武鉉韓国大統領弾劾訴追: 韓国の憲法裁判所が弾劾訴追を棄却、盧武鉉大統領が職務に復帰。
- 2004年 - 超党派野党、衆参両議院に選択的夫婦別姓制度導入を求める民法改正案を提出。
- 2006年 - 東京都千代田区の交通博物館が閉館。
- 2007年 - 日本で、日本国憲法改正の手続きを定める「国民投票法」が成立。
- 2010年 - スペースシャトル「アトランティス」が最後の打上げ[12][13]。
- 2023年 - 2023年タイ総選挙が行われる。

## 誕生日

### 人物

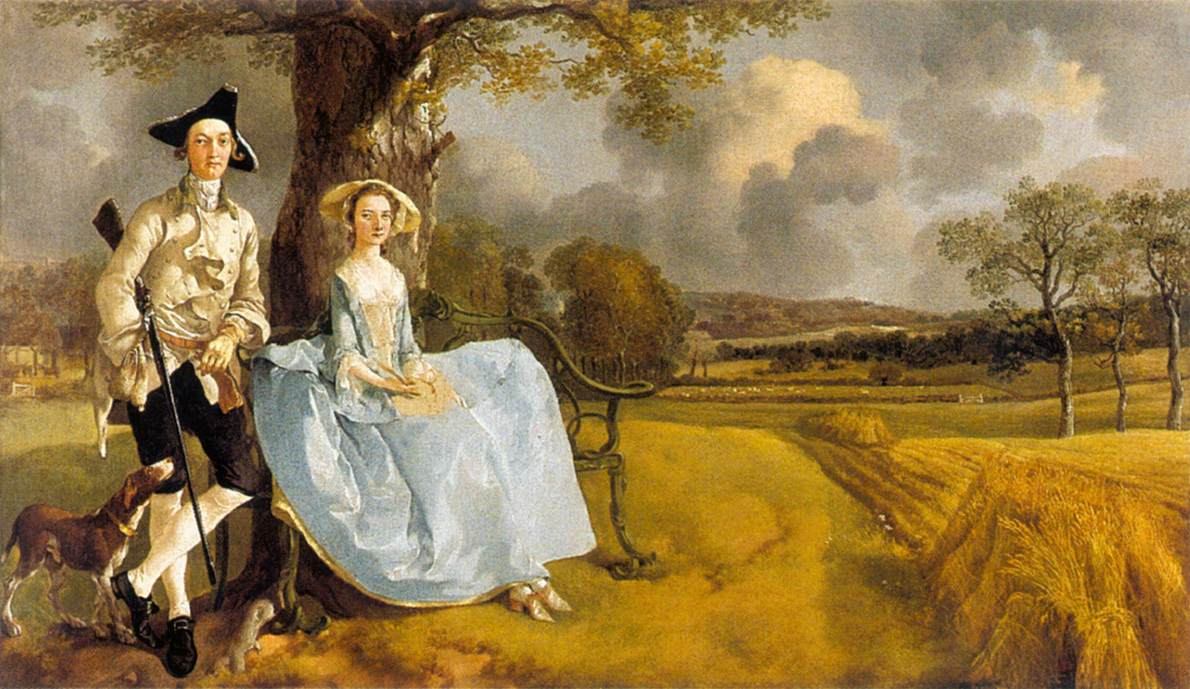
画家トマス・ゲインズバラ(1727-1788)誕生。画像は『アンドリューズ夫妻』(1748-49)。

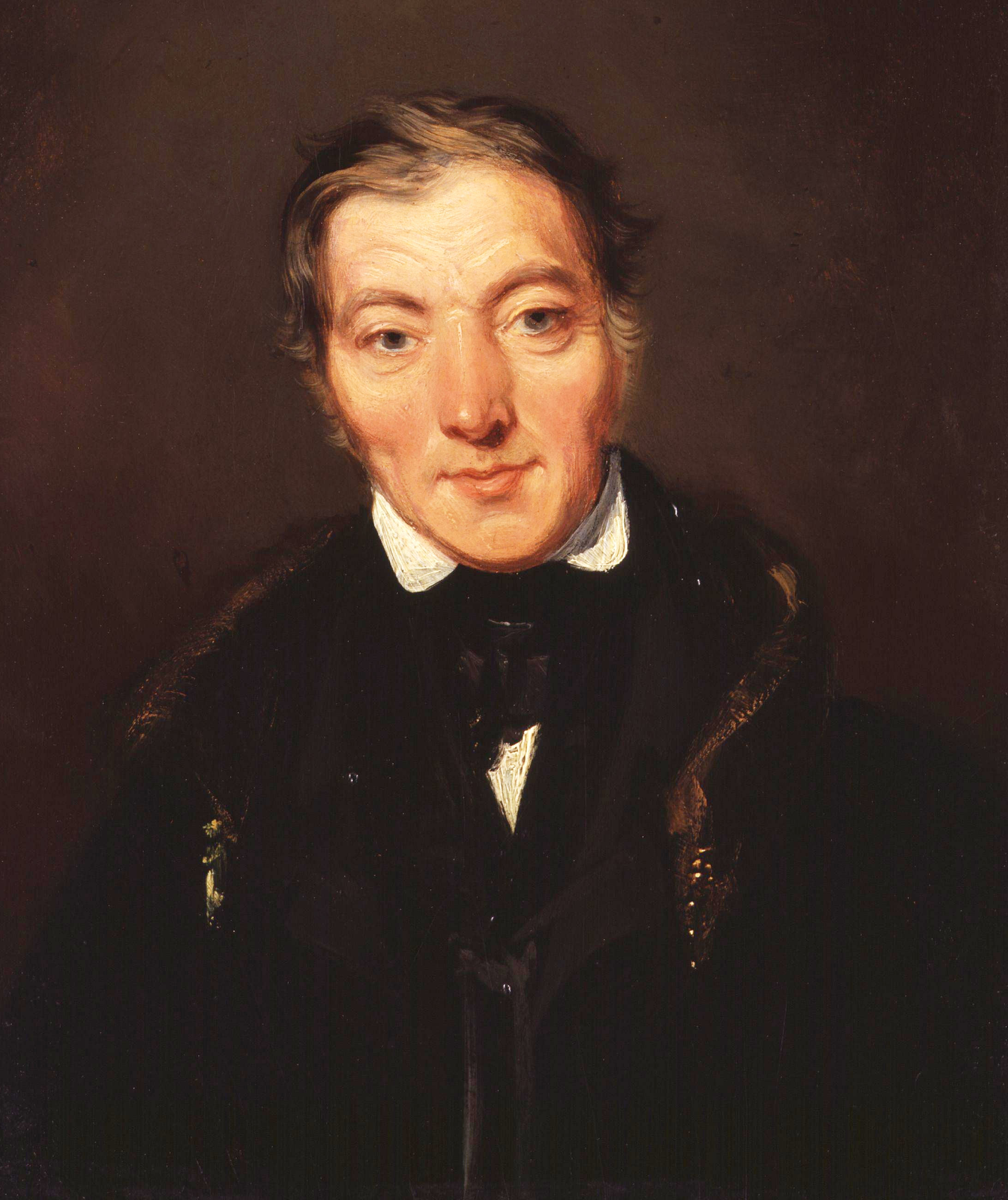
環境決定論を唱えた社会改革家、ロバート・オウエン(1771-1858)誕生。

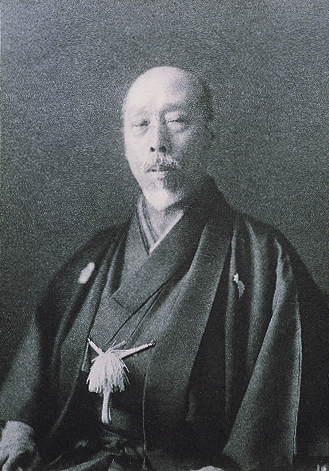
朝日新聞の共同創業者、村山龍平(1850-1933)誕生。

画家ブルーノ・リリエフォッシュ(1860-1939)。画像は『狐』(1885)。

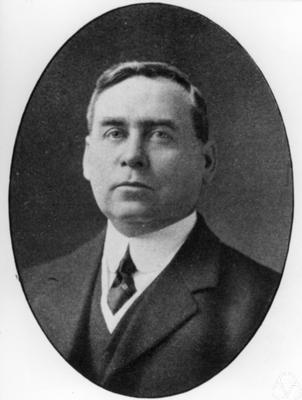
数学者ジョン・チャールズ・フィールズ(1863-1932)誕生。フィールズ賞を提唱。

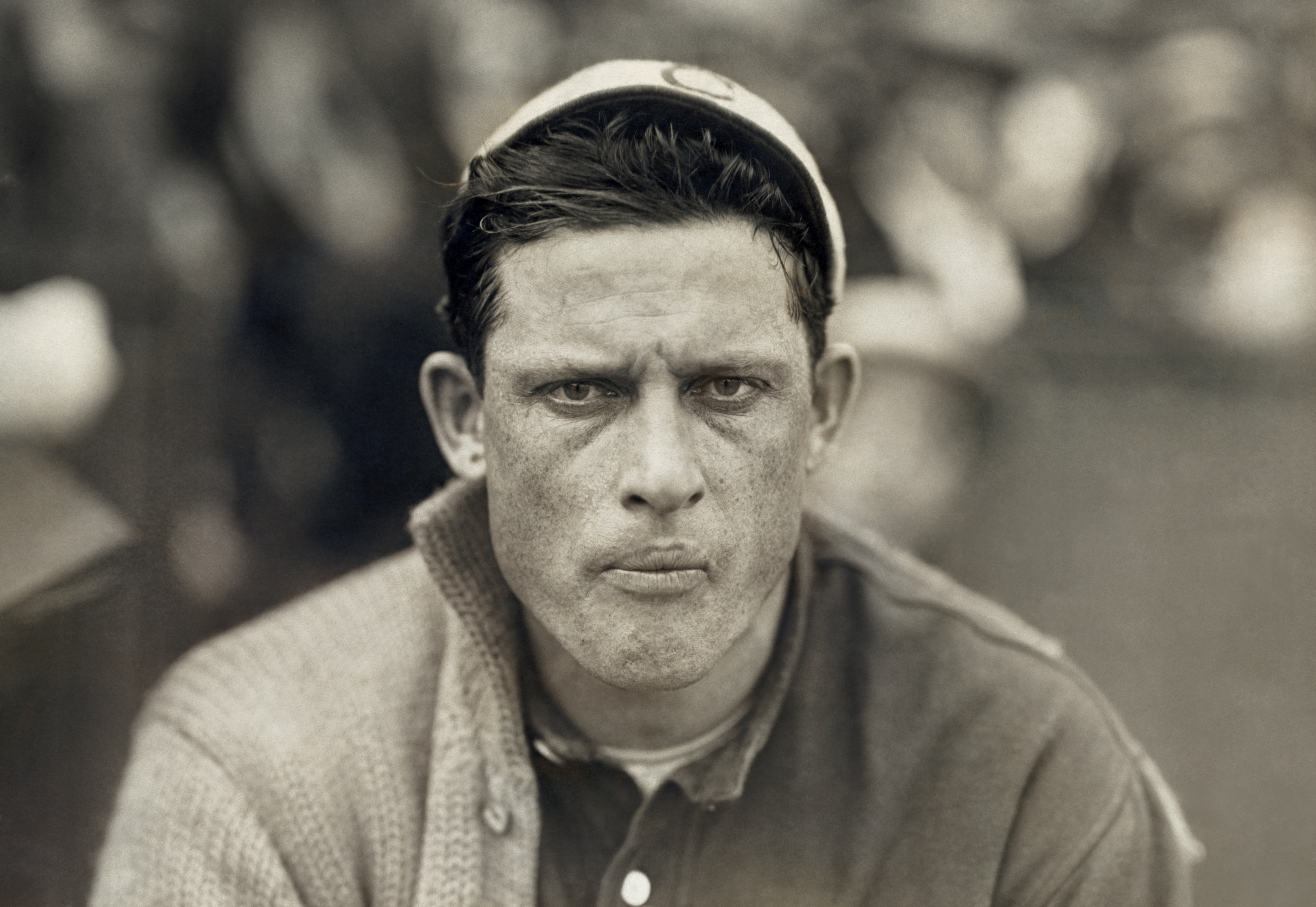
メジャーリーグ投手、エド・ウォルシュ(1881-1959)誕生。通算防御率1.82は歴代1位。

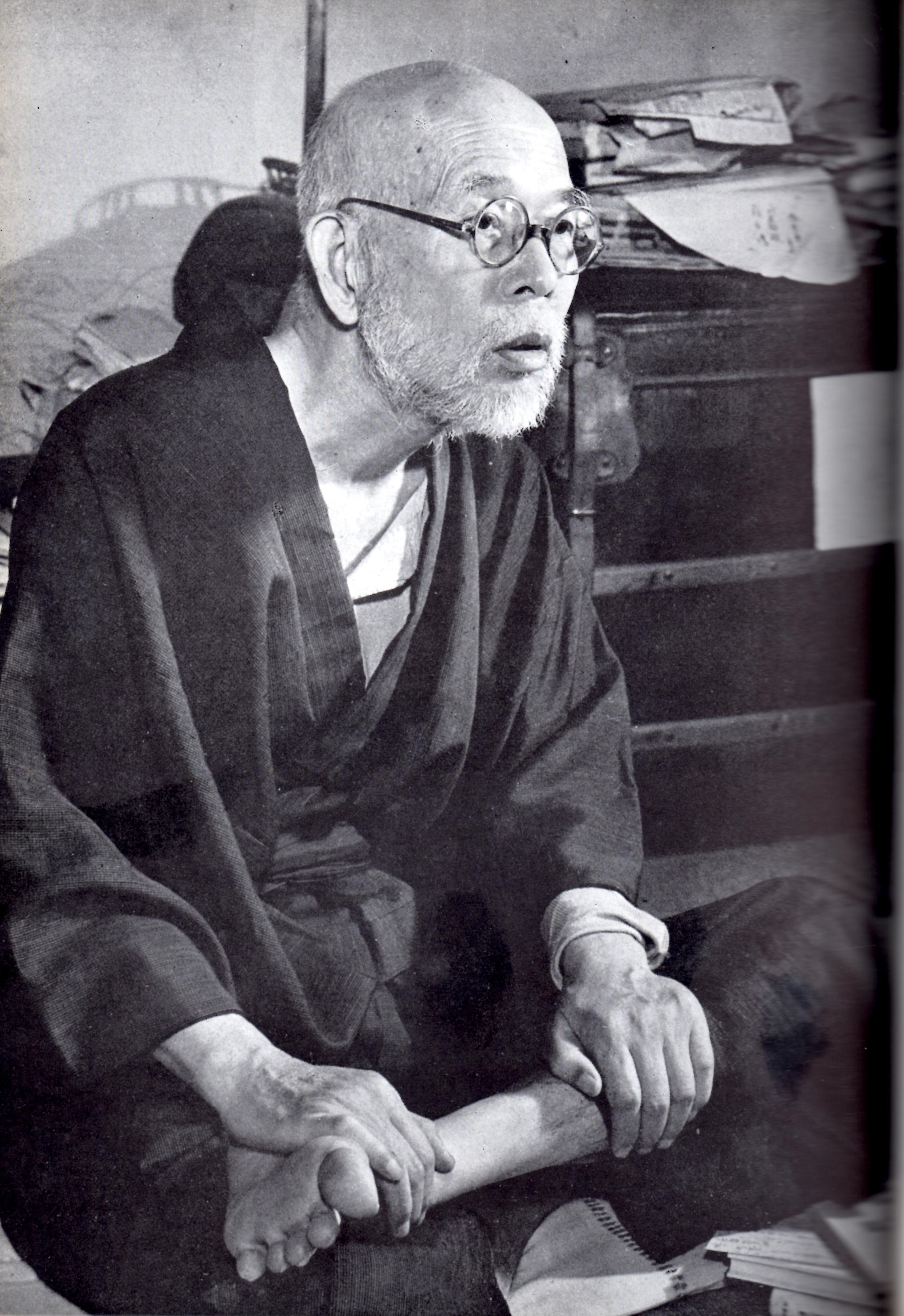
歌人、斎藤茂吉(1882-1953)誕生。

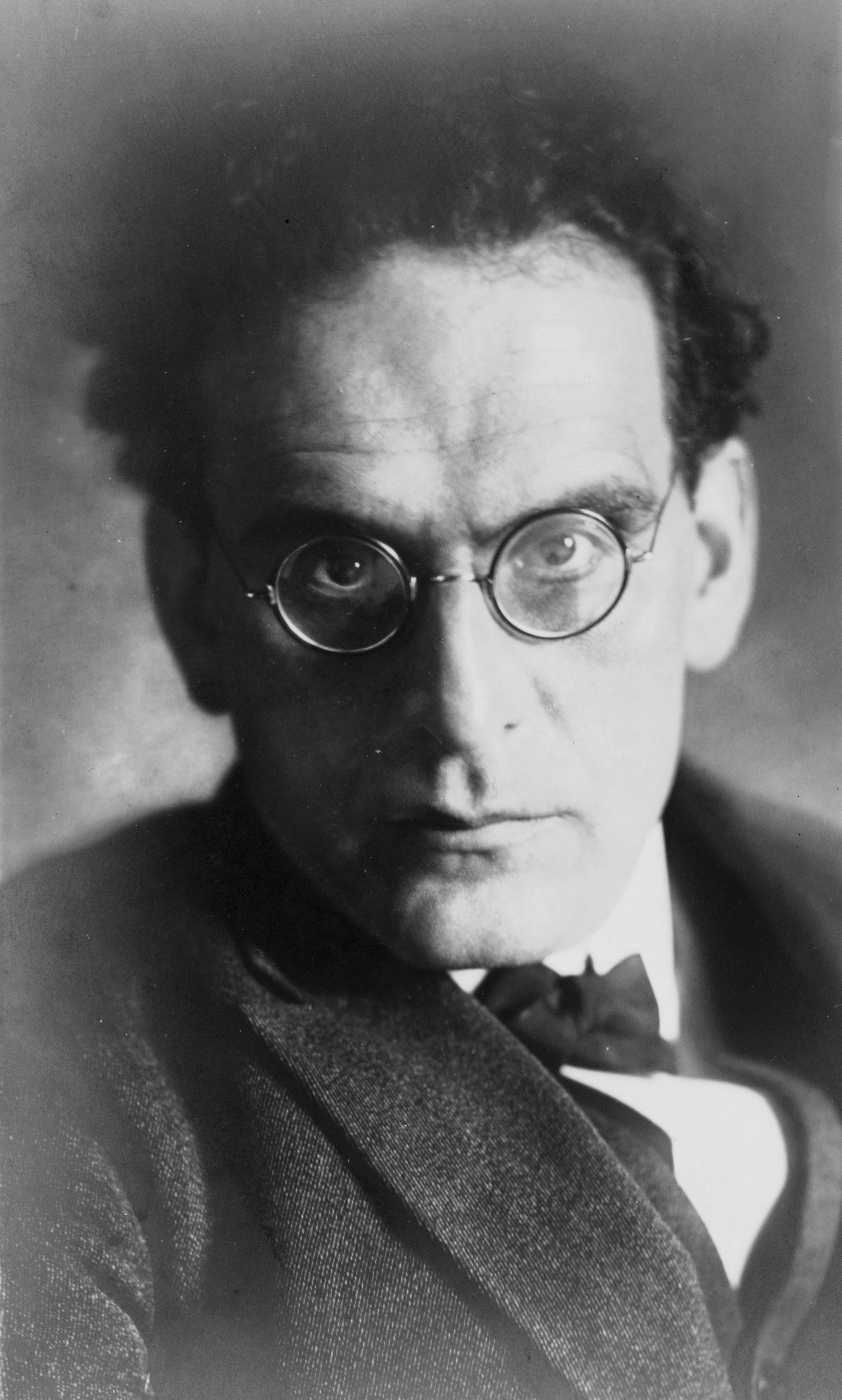
指揮者オットー・クレンペラー(1885-1973)誕生。

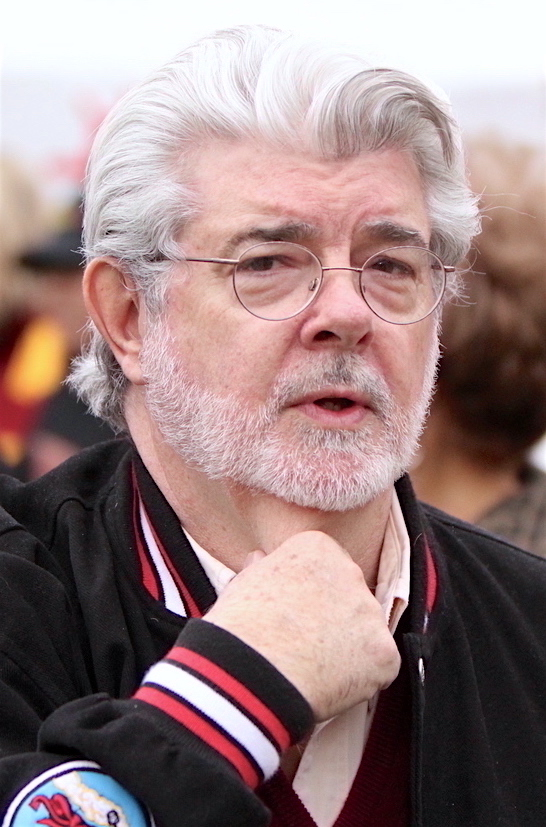
映画監督、ジョージ・ルーカス(1944-)誕生。

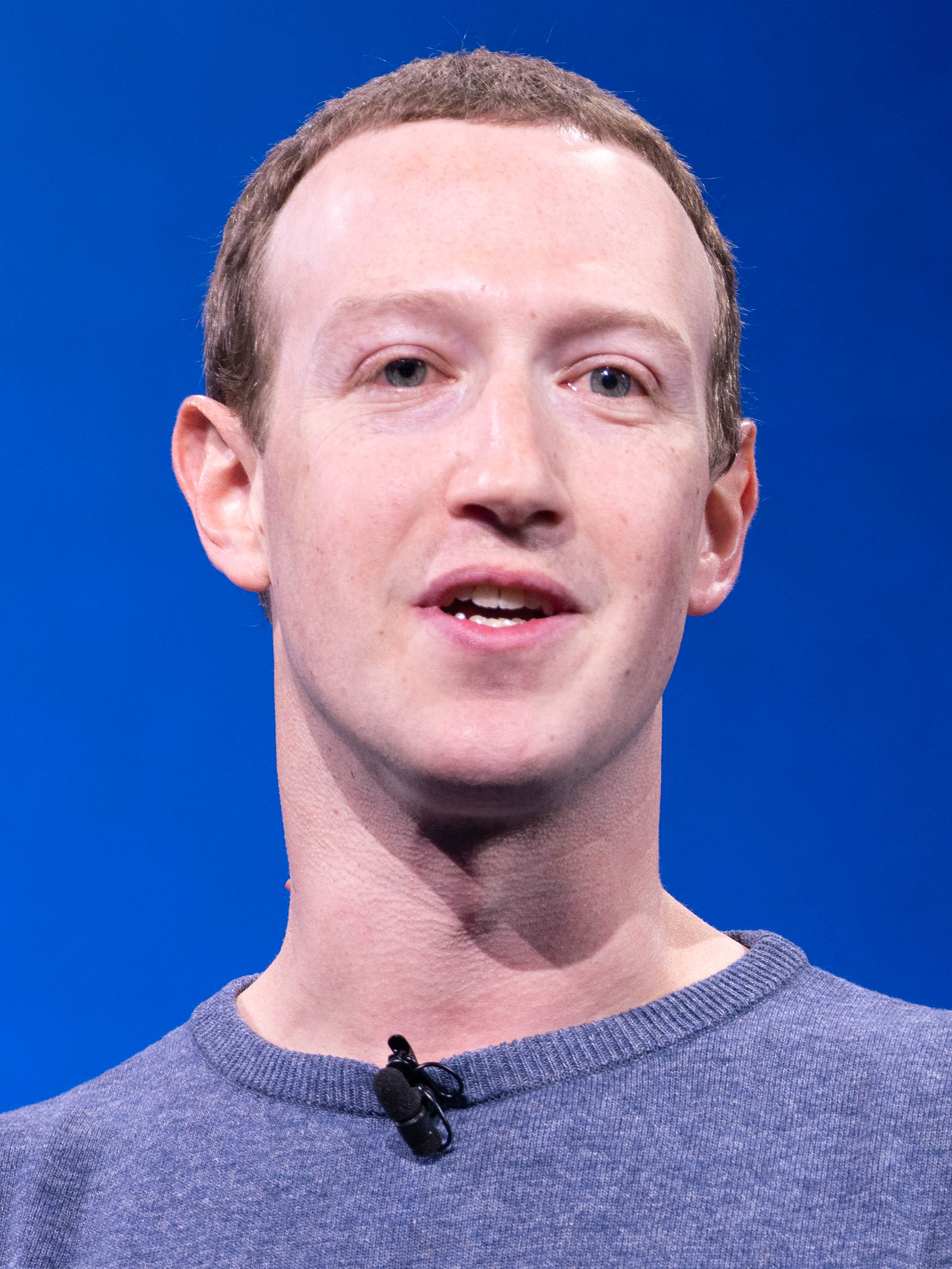
FacebookのCEO、マーク・ザッカーバーグ(1984-)誕生。

- 1316年 - カール4世、神聖ローマ皇帝（+ 1378年）
- 1645年 - フランソワ・ド・カリエール、外交官（+ 1717年）
- 1657年 - サンバージー・ボーンスレー、第2代マラーター王（+1689年)
- 1664年（寛文4年4月19日） - 鍋島吉茂、第4代佐賀藩主（+ 1730年）
- 1679年 - ペーダー・ニールセン・ホレボー、天文学者（+ 1764年）
- 1710年 - アドルフ・フレドリク、スウェーデン王（+ 1771年）
- 1727年 - トマス・ゲインズバラ、画家（+ 1788年）
- 1754年（寛文4年3月23日） - 京極高中、第5代丸亀藩主（+ 1811年）
- 1761年（宝暦11年4月10日） - 鷹司政煕、江戸時代の公卿（+ 1841年）
- 1771年 - ロバート・オウエン、社会改革家（+ 1858年）
- 1791年（寛政3年4月12日） - 藤堂高秭、第14代久居藩主（+ 1851年）
- 1804年（文化元年4月5日） - 木下利愛、第11代足守藩主（+ 1859年）
- 1831年（天保2年4月3日） - 松平頼徳、第9代常陸宍戸藩主（+ 1864年）
- 1833年 - ジェイムズ・ドナルド・キャメロン、第32代アメリカ合衆国陸軍長官（+ 1918年）
- 1835年（天保6年4月17日） - 安場保和、第6代北海道庁長官、貴族院議員（+ 1899年）
- 1850年（嘉永3年4月3日） - 村山龍平、朝日新聞共同創業者、衆議院議員、貴族院議員（+ 1933年）
- 1860年 - ブルーノ・リリエフォッシュ、画家（+ 1939年）
- 1863年 - ジョン・チャールズ・フィールズ、数学者（+ 1932年）
- 1867年 - クルト・アイスナー、政治家、バイエルン州首相（+ 1919年）
- 1868年 - マグヌス・ヒルシュフェルト、医師、性科学者（+ 1935年）
- 1869年 - ウィリアム・ヘイル・トンプソン、政治家、シカゴ市長（+ 1944年）
- 1881年 - エド・ウォルシュ、元プロ野球選手（+ 1959年）
- 1882年 - 斎藤茂吉、歌人（+ 1953年）
- 1884年 - 宗不旱、歌人（+ 1942年）
- 1885年 - オットー・クレンペラー、指揮者、作曲家（+ 1973年）
- 1889年 - 西尾実、国語学者、国文学者（+ 1979年）
- 1892年 - アルトゥール・ルリエー、作曲家（+ 1966年）
- 1899年 - シャーロット・アワーバック、遺伝学者（+ 1994年）
- 1899年 - ピエール・オージェ、物理学者（+ 1993年）
- 1899年 - アール・コームス、元プロ野球選手（+ 1976年）
- 1901年 - 橋本乾三、検察官、元最高検察庁検事（+ 1983年）
- 1901年 - 河野謙三、政治家、第11・12代参議院議長（+ 1983年）
- 1905年 - 前川國男、建築家（+ 1986年）
- 1905年 - 井上八千代（4代目）、日本舞踊家（+ 2004年）
- 1907年 - 高志航、エース・パイロット（+ 1937年）
- 1907年 - 伊藤勝三、元プロ野球選手（+ 1982年）
- 1908年 - ニコラス・クルティ、物理学者（+ 1998年）
- 1910年 - 木全竹雄、元プロ野球選手（+ 没年不詳）
- 1916年 - 竹本津太夫（4代目）、浄瑠璃太夫（+ 1987年）
- 1917年 - ルー・ハリソン、作曲家（+ 2003年）
- 1918年 - 伊藤国雄、元プロ野球選手
- 1922年 - フラニョ・トゥジマン、政治家、初代クロアチア大統領（+ 1999年）
- 1924年 - ジョリー・ブラガ＝サントス、作曲家（+ 1988年）
- 1925年 - ボリス・パルサダニアン、作曲家（+ 1997年）
- 1929年 - 坂東三津五郎 (9代目)、歌舞伎役者（+ 1999年）
- 1932年 - 森本雅樹、天文学者（+ 2010年）
- 1932年 - 佐原健二、俳優
- 1932年 - 小野拓、元プロ野球選手
- 1933年 - 山崎満、俳優
- 1934年 - 森田一、政治家
- 1935年 - 三木忠雄、政治家（+ 2005年）
- 1939年 - 池沢義行、元プロ野球選手
- 1942年 - 伊藤勲、元プロ野球選手（+ 2007年）
- 1942年 - トニー・ペレス、元プロ野球選手
- 1943年 - 大庭清、元プロ野球選手
- 1943年 - オラフル・ラグナル・グリムソン、政治家、第5代アイスランド大統領
- 1943年 - 大島賢三、外交官（+ 2021年）
- 1944年 - 桑原征平、元アナウンサー
- 1944年 - ジョージ・ルーカス、映画監督
- 1944年 - 石田逸男、元プロ野球選手
- 1944年 - ヨーハーナーン・ウォーラック、サッカー選手、実業家
- 1945年 - 鈴木博之、建築史家、東京大学名誉教授（+ 2014年）
- 1945年 - ウラジスラフ・アルジンバ、政治家、初代アブハジア大統領（+ 2010年）
- 1946年 - クラウディア・ゴールディン、経済学者
- 1948年 - あさひのぼる、漫談家
- 1949年 - 吉岡邦広、元プロ野球選手
- 1949年 - 金井元三、元プロ野球選手
- 1951年 - 渋谷通、元プロ野球選手
- 1951年 - 根本学、元プロ野球選手
- 1952年 - 武田康弘、哲学者、白樺文学館初代館長
- 1952年 - 岡田牧雄、実業家、レックススタッド代表
- 1952年 - 大島令子、政治家
- 1952年 - ロバート・ゼメキス、映画監督
- 1952年 - デヴィッド・バーン、ミュージシャン（元トーキング・ヘッズ）
- 1953年 - 小森陽一、日本文学者、東京大学教授
- 1953年 - ノロドム・シハモニ、カンボジア国王
- 1953年 - 後藤寿彦、アマチュア野球指導者
- 1954年 - 大間ジロー、ドラマー、音楽プロデューサー（元オフコース）
- 1955年 - くらもちふさこ、漫画家
- 1955年 - ビッグバン・ベイダー、プロレスラー（+ 2018年）
- 1955年 - 斉木弘吉、写真家
- 1955年 - デニス・マルティネス、元プロ野球選手
- 1956年 - 古屋範子、政治家
- 1957年 - 磯辺万沙子、女優、声優
- 1957年 - 佐戸井けん太、俳優
- 1957年 - スージー・サマーオール・ワイルズ、選挙コンサルタント
- 1957年 - 古尾谷雅人、俳優（+ 2003年）
- 1958年 - 陳淑樺、歌手
- 1959年 - 諏訪緑、漫画家
- 1959年 - 伊藤寿文、元プロ野球選手
- 1960年 - 和興、俳優
- 1961年 - ティム・ロス、俳優、映画監督
- 1961年 - 平林都、マナー講師
- 1961年 - つのごうじ、作曲家、編曲家、シンガーソングライター
- 1962年 - ダニー・ヒューストン、俳優
- 1962年 - フェラン・アドリア、料理人
- 1964年 - 宅麻仁、タレント
- 1964年 - ネストル・ゴロシート、元サッカー選手、指導者
- 1964年 - エド・はるみ、お笑いタレント
- 1965年 - 亀井亜紀子、政治家
- 1967年 - 大橋勇武、ギタリスト、作曲家（+ 2023年）
- 1969年 - ケイト・ブランシェット、女優
- 1969年 - 後藤孝志、元プロ野球選手
- 1970年 - 上山道郎、漫画家
- 1970年 - 立石尚行、元プロ野球選手
- 1970年 - 下川健一、元サッカー選手
- 1970年 - 折茂武彦、元バスケットボール選手
- 1971年 - 山本香苗、政治家
- 1971年 - 柏田貴史、元プロ野球選手
- 1971年 - ソフィア・コッポラ、映画監督、女優
- 1971年 - オゼアス・レイス・ドス・サントス、サッカー選手
- 1972年 - 日村勇紀、お笑いタレント（バナナマン）
- 1972年 - 間々田佳子、表情筋研究家、顔アスリート、アルゼンチンタンゴダンサー
- 1972年 - 中居殉也、元プロ野球選手
- 1973年 - 岩波理恵、タレント
- 1973年 - 石井千湖、ライター、書評家
- 1974年 - 小木逸平、アナウンサー
- 1974年 - 内薗直樹、元プロ野球選手
- 1976年 - 秋谷智子、声優
- 1976年 - 豊田綾乃、元アナウンサー
- 1976年 - CUEZERO、MC（BY PHAR THE DOPEST、くレーベル）
- 1976年 - ブライアン・ローレンス、プロ野球選手
- 1977年 - 小沢亜貴子、歌手
- 1977年 - 三遊亭あら馬、落語家
- 1977年 - 井門宗之、ラジオパーソナリティ
- 1977年 - ロイ・ハラデイ、プロ野球選手
- 1978年 - 中村千絵、声優
- 1978年 - 出口友洋、篤農家
- 1979年 - ミカエル・ランドロー、元サッカー選手
- 1979年 - 安達健太郎、お笑いタレント（元カナリア）
- 1980年 - 橋本みゆき、シンガーソングライター
- 1980年 - 佐井仁美、元タレント
- 1980年 - 市川大祐、元サッカー選手
- 1980年 - ズデニェク・グリゲラ、元サッカー選手
- 1981年 - 野久保直樹、俳優、タレント
- 1981年 - 石橋直希、元サッカー選手
- 1981年 - シェベシュチェーン・ユーリア、元フィギュアスケート選手
- 1982年 - 吉野紗香、女優、タレント
- 1982年 - 鈴木啓太、お笑い芸人（上々軍団）
- 1982年 - 安田芽衣子、元タレント
- 1982年 - 麻見奈央（三瓶あさみ）、元女優、元タレント
- 1982年 - 柴田亜衣、元競泳選手
- 1983年 - アンバー・タンブリン、女優
- 1983年 - 杉浦友紀、アナウンサー
- 1984年 - 石井智也、俳優
- 1984年 - 高橋良輔、俳優
- 1984年 - 大井健太郎、サッカー選手
- 1984年 - 高安亮介、サッカー指導者
- 1984年 - 三浦隆司、元ボクサー、指導者、元WBC世界スーパーフェザー級王者
- 1984年 - ナイジェル・レオ＝コーカー、サッカー選手
- 1984年 - マーク・ザッカーバーグ、実業家、Facebook設立者
- 1984年 - オリー・マーズ、ミュージシャン
- 1984年 - ミヒャエル・レンジング、サッカー選手
- 1984年 - ルーク・グレガーソン、プロ野球選手
- 1985年 - 坂本和也、画家
- 1985年 - 杉本文乃、元タレント
- 1985年 - 高橋義希、元サッカー選手
- 1986年 - 嶋佐和也、お笑い芸人（ニューヨーク）
- 1986年 - 松丸ほるもん、お笑い芸人
- 1986年 - 岳野竜也、元プロ野球選手
- 1986年 - 新原千恵、元野球選手
- 1987年 - 飯田達郎、ミュージカル俳優
- 1988年 - 黒田エイミ、ファッションモデル
- 1989年 - 斉藤彰吾、元プロ野球選手
- 1989年 - 栗原三佳、元バスケットボール選手
- 1989年 - ロブ・グロンコウスキー、アメリカンフットボール選手
- 1990年 - エミリー・サミュエルソン、フィギュアスケート選手
- 1990年 - サーシャ・スピルバーグ、女優
- 1991年 - 竹内千尋、女優、タレント
- 1992年 - マギー、ファッションモデル、タレント
- 1993年 - ミランダ・コスグローヴ、女優
- 1994年 - パーニル・ブルメ、競泳選手
- 1994年 - 福永春吾、元プロ野球選手
- 1994年 - 則本佳樹、元プロ野球選手
- 1995年 - 國分将、サッカー選手
- 1995年 - 梅村晴貴、元サッカー選手
- 1996年 - 岡井明日菜、元アイドル（元ハロプロエッグ）
- 1996年 - 星名美津紀、グラビアアイドル
- 1996年 - 内藤秀一郎、俳優、モデル、タレント
- 1996年 - 早乙女友貴、俳優
- 1996年 - マーティン・ギャリックス、DJ
- 1997年 - 高橋奎二、プロ野球選手
- 1997年 - 中元南、バレーボール選手
- 1998年 - 海津雪乃、グラビアアイドル、タレント
- 1998年 - 三好優作、ラグビーユニオン選手
- 1998年 - 松本流星、プロボクサー
- 1999年 - 鈴木千裕、総合格闘家
- 1999年 - 白坂奈々、元女優
- 2000年 - 石川真佑、バレーボール選手
- 2002年 - 白本彩奈、女優、モデル
- 2002年 - マーガリタ・アームストロング＝ジョーンズ、イギリスの王族
- 2005年 - 早間美空、サッカー選手
- 2005年 - 藤田淳平、プロ野球選手
- 2006年 - 山口廉王、プロ野球選手
- 2010年 - 三船はな[14]、女優
- 生年不詳 - 後藤みさき、漫画家
- 生年不詳 - 小田果林、声優
- 生年不詳 - 黒田浩一、声優
- 生年不詳 - 佐藤健輔、声優
- 生年不詳 - 鈴木秀香、声優
- 生年不詳 - 健屋花那、バーチャルYouTuber

### 人物以外（動物など）
- 1985年 - バンブーメモリー、競走馬、種牡馬（+ 2014年）
- 2008年 - オルフェーヴル、競走馬、三冠馬

## 忌日

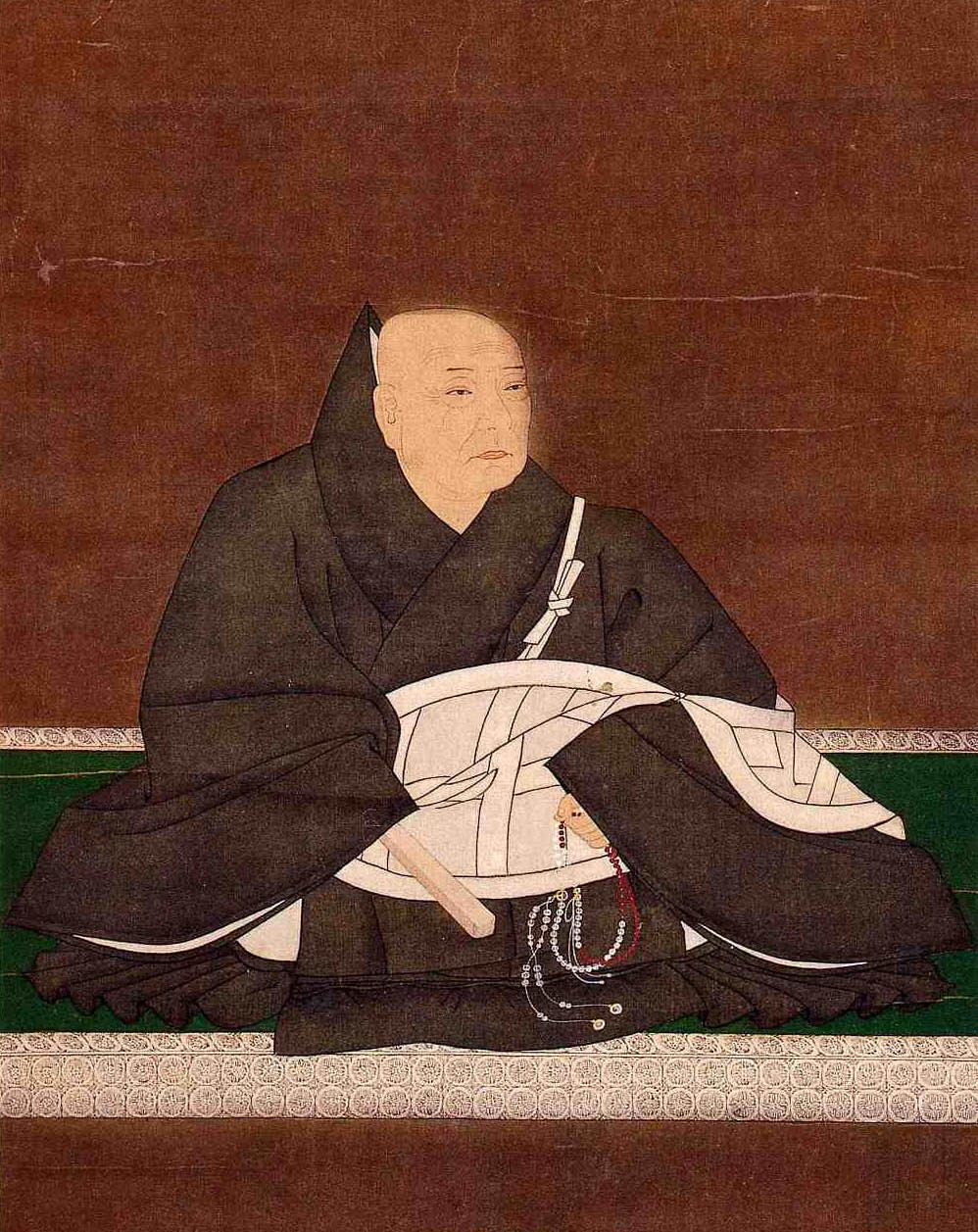
本願寺の中興の祖蓮如(1415-1499)入寂。

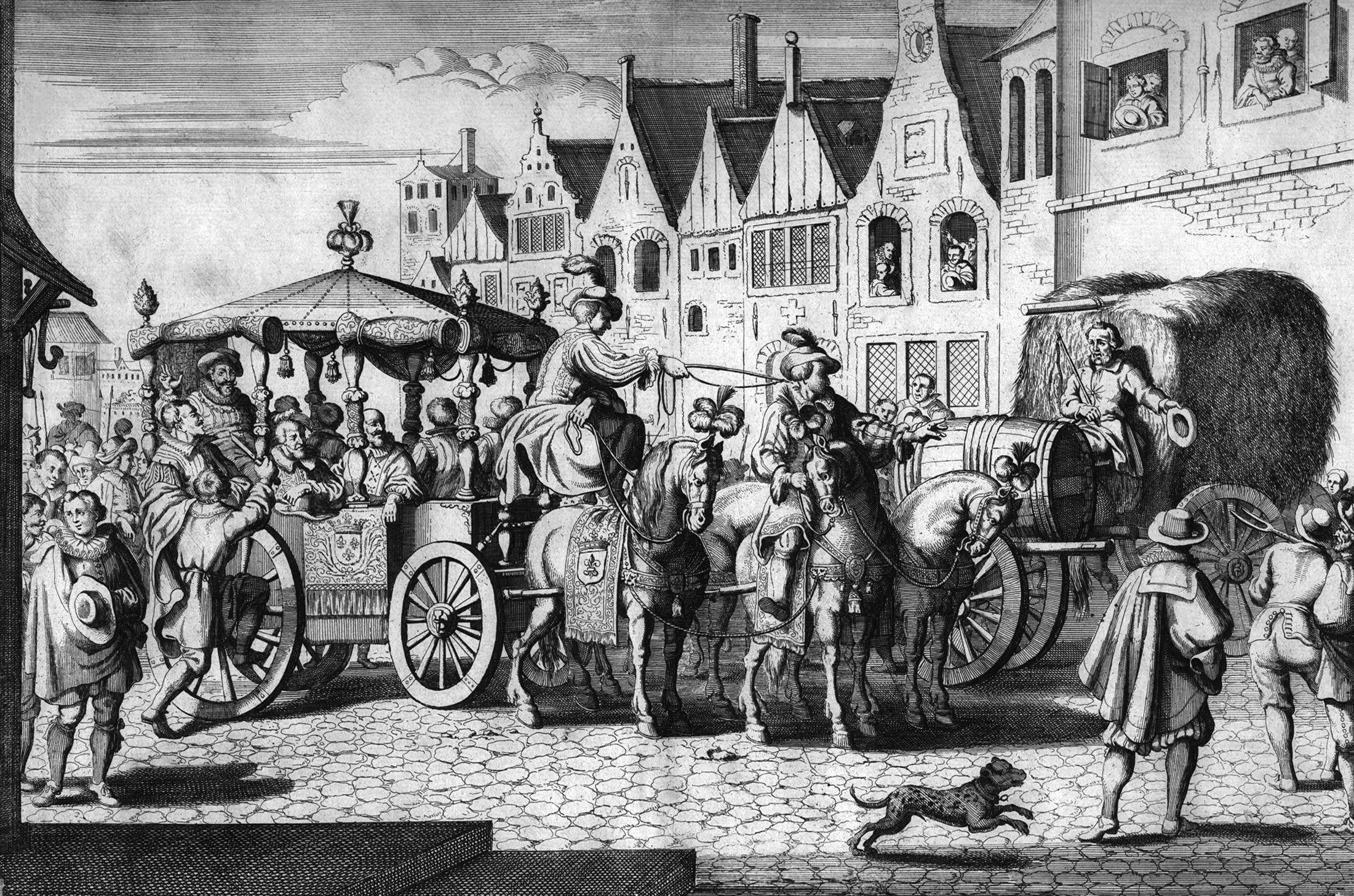
フランス王アンリ4世(1553-1610)暗殺される。

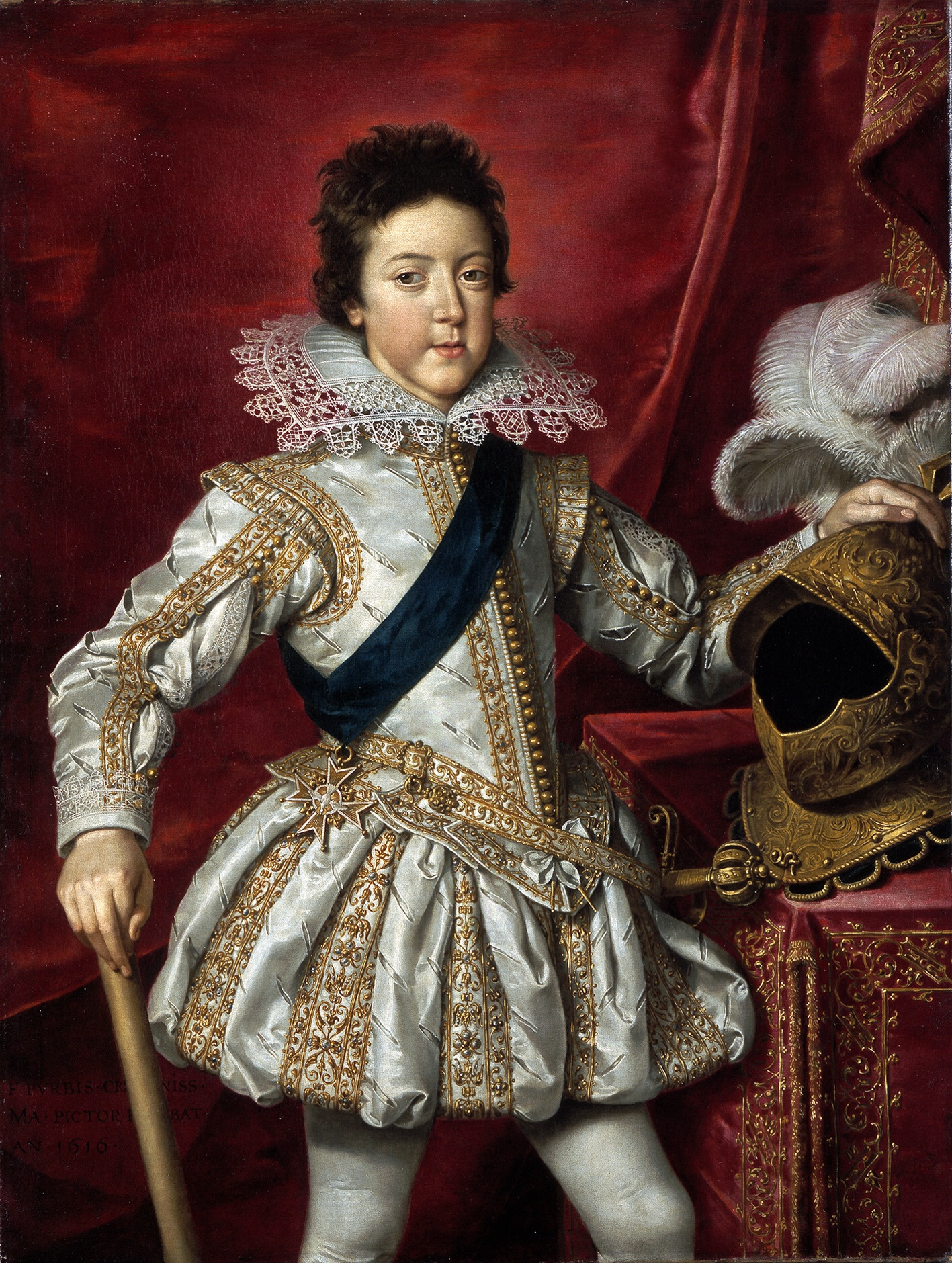
フランス王ルイ13世(1601-1643)没。

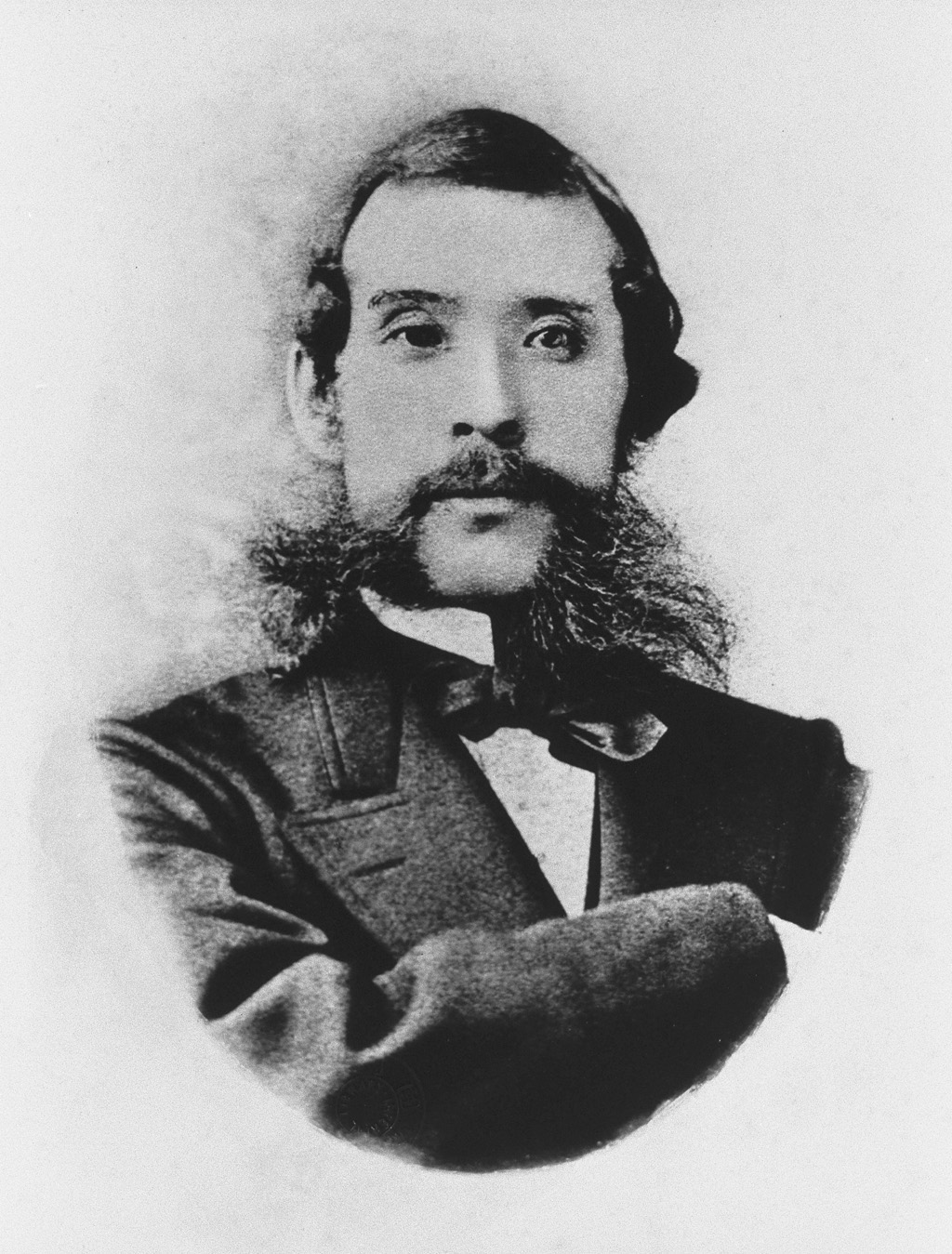
明治維新の元勲、大久保利通(1830-1878)暗殺。

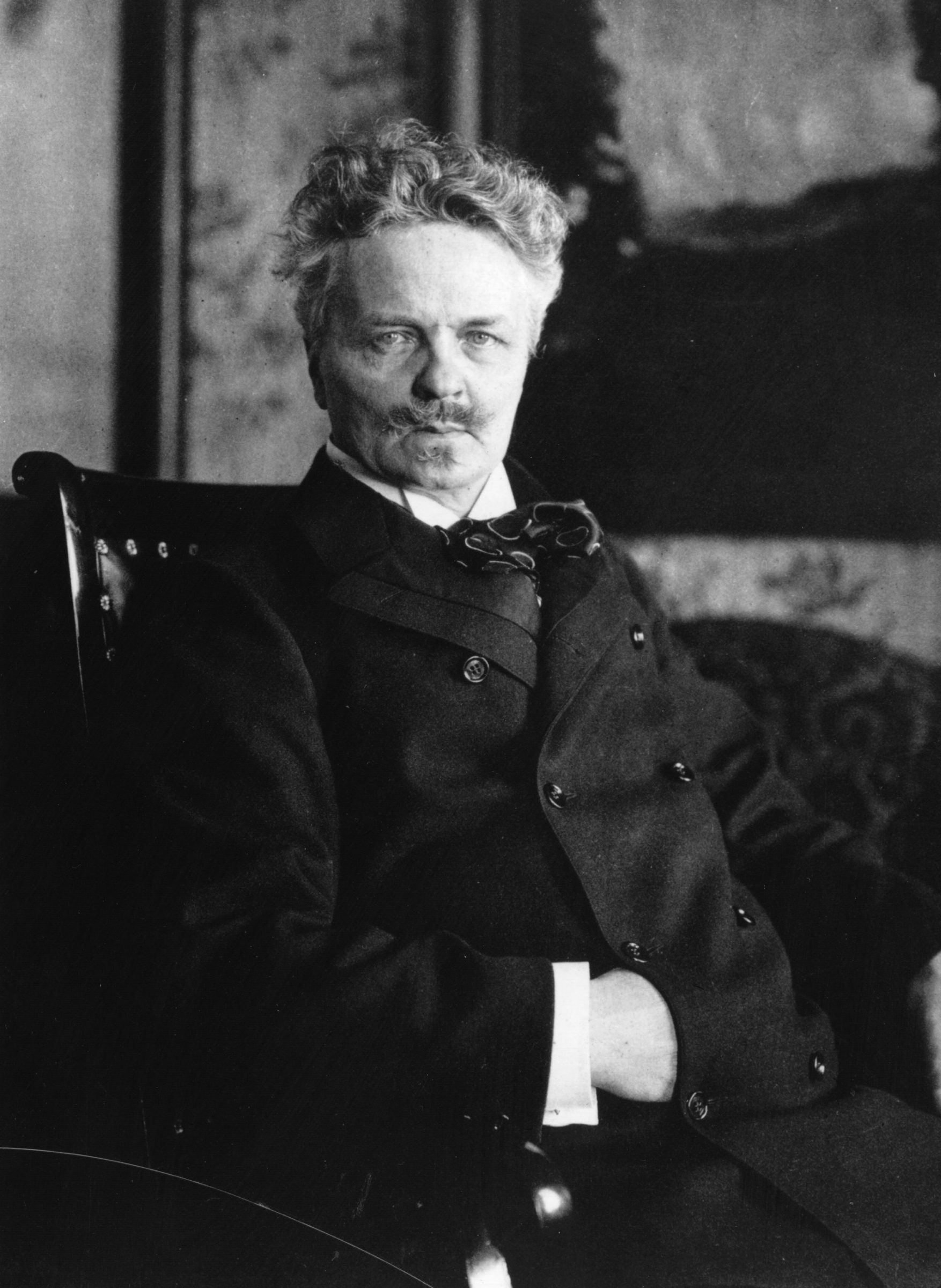
作家ヨハン・アウグスト・ストリンドベリ(1849-1912)没。

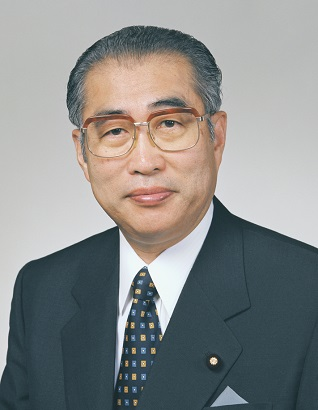
日本国第84代内閣総理大臣小渕恵三(1937-2000)在任中に急死。

- 964年 - ヨハネス12世、第130代ローマ教皇（* 937年）
- 1499年（明応8年3月25日） - 蓮如、僧、本願寺第8世法主（* 1415年）
- 1589年（天正17年3月30日） - 真壁久幹、常陸国の国人領主（* 1522年）
- 1608年 - シャルル3世、ロレーヌ公（* 1543年）
- 1610年 - アンリ4世、フランス王（* 1553年）
- 1643年 - ルイ13世、フランス王（* 1601年）
- 1667年 - ジョルジュ・ド・スキュデリー、劇作家（* 1601年）
- 1715年（正徳5年4月12日） - 本多忠晴、江戸幕府寺社奉行、奏者番、相良藩主（* 1641年）
- 1734年 - ゲオルク・シュタール、化学者（* 1659年）
- 1761年 - トーマス・シンプソン、数学者、発明家（* 1710年）
- 1780年 - ピエール・モンタン・ベルトン、作曲家、指揮者（* 1727年）
- 1797年 - ジョバンニ・ファニャノ（英語版）、数学者、ファニャノの問題提起者（* 1715年）
- 1791年 - フランチェスカ・ルブラン、作曲家（* 1756年）
- 1818年 - マシュー・グレゴリー・ルイス、小説家、劇作家（* 1775年）
- 1847年 - ファニー・メンデルスゾーン、ピアニスト、作曲家（* 1805年）
- 1863年 - フェルディナント・バイエル、ピアノ教則本作者、ピアニスト（* 1803年）
- 1863年 - エミール・プリューダン、ピアニスト、作曲家（* 1817年）
- 1878年 - 大久保利通、政治家、明治維新の元勲（* 1830年）
- 1881年 - マリア・マザレロ、カトリック教会の聖人、サレジアン・シスターズ創設者（* 1837年）
- 1893年 - エルンスト・クンマー、数学者（* 1810年）
- 1899年 - ラース・フレデリク・ニルソン、化学者（* 1840年）
- 1904年 - フョードル・ブレディキン、天文学者（* 1831年）
- 1906年 - カール・シュルツ、1848年革命の活動家、アメリカ合衆国内務長官（* 1829年）
- 1906年 - ハインリヒ・クーデンホーフ＝カレルギー、外交官、貴族（* 1859年）
- 1912年 - フレゼリク8世、デンマーク王（* 1843年）
- 1912年 - ヨハン・アウグスト・ストリンドベリ、劇作家（* 1849年）
- 1915年 - ウィルヘルム・ローゼ、天文学者（* 1845年）
- 1916年 - ウィリアム・スタンリー、物理学者（* 1858年）
- 1919年 - ヘンリー・J・ハインツ、実業家、ハインツ創業者（* 1844年）
- 1923年 - シャルル・ド・フレシネ、フランス首相（* 1828年）
- 1925年 - ヘンリー・ライダー・ハガード、小説家（* 1856年）
- 1931年 - デーヴィッド・ベラスコ、劇作家（* 1853年）
- 1931年 - 三遊亭圓子、落語家（* 1855年）
- 1931年 - ヴィクトル・ダイク、詩人、作家、政治家（* 1877年）
- 1935年 - マグヌス・ヒルシュフェルト、医師、性科学者（* 1868年）
- 1940年 - エマ・ゴールドマン、アナキスト、フェミニスト（* 1869年）
- 1943年 - アンリ・ラ・フォンテーヌ、国際弁護士、常設国際平和局事務局長（* 1854年）
- 1945年 - 本田耕一、野球選手（* 1923年）
- 1952年 - 三田村鳶魚、江戸風俗考証家（* 1870年）
- 1953年 - 国吉康雄、画家（* 1889年）
- 1953年 - 蜂須賀正氏、鳥類学者、華族、探検家、飛行家（* 1903年）
- 1954年 - ハインツ・グデーリアン、軍人（* 1888年）
- 1959年 - シドニー・ベシェ、ジャズ・ミュージシャン（* 1897年）
- 1964年 - 光田健輔、病理学者、皮膚科医、国立長島愛生園初代園長（* 1876年）
- 1968年 - ハズバンド・キンメル、軍人（* 1882年）
- 1969年 - ウォルター・ピッツ、数学者、論理学者（* 1923年）
- 1970年 - ビリー・バーク、女優（* 1884年）
- 1970年 - 河合良成、官僚、政治家、実業家、第14代厚生大臣、元小松製作所社長（* 1886年）
- 1971年 - 橘秋子、バレリーナ、振付家、バレエ指導者（* 1907年）
- 1974年 - ヤコブ・モレノ、精神科医（* 1889年）
- 1975年 - アーンスト・アレキサンダーソン、電気工学者（* 1878年）
- 1975年 - 菊池武範、実業家、タイガー魔法瓶創業者（* 1895年）
- 1976年 - キース・レルフ、ロックンロール歌手（ヤードバーズ）（* 1943年）
- 1977年 - 奈良光枝、歌手（* 1923年）
- 1977年 - 木次文夫、プロ野球選手（* 1937年）
- 1979年 - ジーン・リース、小説家（* 1890年）
- 1979年 - 森岩雄、映画プロデューサー、脚本家（* 1899年）
- 1980年 - ヒュー・グリフィス、俳優（* 1912年）
- 1984年 - 高羅芳光、実業家、元富士通社長（* 1902年）
- 1985年 - 翁美玲（中国語版、英語版）、女優（* 1959年）
- 1986年 - 手塚粲、写真家（* 1900年）
- 1987年 - リタ・ヘイワース、女優（* 1918年）
- 1988年 - ウィレム・ドレース、政治家、第37代オランダ首相（* 1886年）
- 1991年 - アラダー・ゲレビッチ、フェンシング選手、1932年ロサンゼルス五輪から1960年ローマ五輪まで6大会連続の金メダリスト（* 1910年）
- 1991年 - 江青、政治家、女優（* 1915年）
- 1991年 - 三代目實川延若、歌舞伎役者（* 1921年）
- 1992年 - マクラーレン・スチュワート、アニメーター（* 1909年）
- 1993年 - 田代喜久雄、新聞記者、元テレビ朝日社長（* 1917年）
- 1994年 - デビッド・アルブリットン、走高跳選手（* 1913年）
- 1995年 - 伊沢一郎、俳優（* 1912年）
- 1995年 - クリスチャン・アンフィンセン、生化学者、ノーベル化学賞受賞者（* 1916年）
- 1996年 - 稲村博、医学者、精神科医（* 1935年）
- 1998年 - マージョリー・ストーンマン・ダグラス、ジャーナリスト、著作家、環境保護活動家（* 1890年）
- 1998年 - フロイド・ラウンズベリー、人類学者、言語学者（* 1914年）
- 1998年 - フランク・シナトラ、歌手、俳優（* 1915年）
- 1998年 - 山田典吾、映画プロデューサー、映画監督、現代ぷろだくしょん創業者（* 1916年）
- 1999年 - 森元治郎、政治家（* 1907年）
- 2000年 - 丸尾千年次、元プロ野球選手（* 1917年）
- 2000年 - 小渕恵三、政治家、第84代内閣総理大臣（* 1937年）
- 2000年 - 三浦洋一、俳優（* 1954年）
- 2002年 - 草野信男、病理学者（* 1910年）
- 2002年 - 村山亜土、児童劇作家（* 1925年）
- 2002年 - 渡辺直彦、歴史学者（* 1931年）
- 2003年 - ウェンディ・ヒラー、女優（* 1912年）
- 2003年 - オットー・エーデルマン、バス・バリトン歌手（* 1917年）
- 2003年 - ロバート・スタック、俳優、声優（* 1919年）
- 2003年 - 丸山尚政、政治家、元新潟県十日町市長（* 1922年）
- 2003年 - 大溪洗耳、書家（* 1932年）
- 2003年 - デイブ・ディバッシャー、バスケットボール選手（* 1940年）
- 2004年 - ヘスス・ヒル、実業家（* 1933年）
- 2006年 - スタンリー・クニッツ、詩人（* 1905年）
- 2006年 - ロバート・メリフィールド、生化学者、ノーベル化学賞受賞者（* 1921年）
- 2006年 - 箕輪登、医師、政治家、第42代郵政大臣（* 1924年）
- 2006年 - 平川敏夫、日本画家（* 1924年）
- 2006年 - 菅野久光、政治家（* 1928年）
- 2006年 - ジム・レモン、元プロ野球選手（* 1928年）
- 2006年 - 秋山余思、言語学者（* 1929年）
- 2007年 - 伊江朝雄、政治家、第57代北海道開発庁長官、第26代沖縄開発庁長官（* 1921年）
- 2008年 - 角田文衞、歴史学者（* 1913年）
- 2008年 - アーサー・バークス、数学者、哲学者（* 1915年）
- 2008年 - 飯森広一、漫画家（* 1949年）
- 2009年 - 堀江史朗、脚本家、ラジオドラマ製作者、元博報堂副社長（* 1913年）
- 2009年 - 中村覚之助、調教師（* 1919年）
- 2009年 - セザール・ルミンスキ、サッカー選手（* 1924年）
- 2009年 - 小川進、実業家、元東邦ガス社長（* 1925年）
- 2010年 - 鈴木俊一、官僚、政治家、第9-12代東京都知事（* 1910年）
- 2010年 - ヤーノシュ・シャーンドル、指揮者（* 1933年）
- 2010年 - 岩永高弘、競艇選手（* 1973年）
- 2011年 - 花岡信昭、ジャーナリスト、コラムニスト（* 1946年）
- 2011年 - 菅聡子、文芸評論家（* 1962年）
- 2012年 - 吉村達也、推理作家（* 1952年）
- 2013年 - 清水徳松、政治家（* 1923年）
- 2014年 - ひがしのひとし、フォークシンガー（* 1948年）
- 2015年 - B.B.キング、シンガーソングライター、ブルースギタリスト（* 1925年）
- 2015年 - 望月武、脚本家、小説家（* 1968年）
- 2014年 - 中村乃武夫[15]、ファッションデザイナー（* 1924年）
- 2017年 - パワーズ・ブース、俳優、声優（* 1948年）
- 2018年 - トム・ウルフ、作家、ジャーナリスト（* 1930年）
- 2018年 - 上地安昭、心理学者、カウンセラー、兵庫教育大学名誉教授（* 1940年）
- 2019年 - 末永直行、音楽評論家、実業家、元博多鉄道構内営業(有)社長（* 1923年）
- 2019年 - ティム・コンウェイ、俳優、声優、コメディアン（* 1933年）
- 2019年 - 黒崎彰、版画家、京都精華大学名誉教授（* 1937年）
- 2020年 - アンジェロ・ロ・フォレーゼ、テノール歌手（* 1920年）
- 2020年 - 財部鳥子、詩人（* 1933年）
- 2020年 - ロナルド・ルディントン、フィギュアスケート選手（* 1934年）
- 2020年 - ボブ・ワトソン、プロ野球選手、ゼネラルマネージャー（* 1946年）
- 2021年 - エステル・マギ、作曲家（* 1922年）
- 2021年 - 河合雅雄、動物生態学者、作家、京都大学名誉教授（* 1924年）
- 2021年 - 藤田紘一郎、医師、医学者、東京医科歯科大学名誉教授（* 1939年）
- 2021年 - ジェロム・ヤング、プロレスラー、元ECW世界タッグ王者（* 1963年）
- 2022年 - おおつぼマキ、漫画家（* 1958年）
- 2022年 - デビッド・ウェスト、プロ野球選手（* 1964年）
- 2022年 - 河村亮、アナウンサー（* 1967年）
- 2022年 - アンドリュー・シモンズ、クリケット選手（* 1975年）
- 2023年 - イングリット・ヘブラー、ピアニスト（* 1929年）
- 2023年 - 毒島章一、プロ野球選手（* 1936年）
- 2023年 - フェラン・オリベジャ、サッカー選手（* 1936年）
- 2023年 - ジョン・ギブリン、ベーシスト（* 1952年）
- 2023年 - ジョン・ルフーア、編集技師（* 1964年）
- 2024年 - キダ・タロー、作曲家（* 1930年）
- 2024年 - 猪飼隆明、歴史学者、大阪大学名誉教授（* 1944年）
- 2025年 - マーサ三宅、ジャズ歌手（* 1933年）
- 2025年 - 徳武弘文、ギタリスト（* 1951年）
- 2025年 - 小倉茂徳、元ホンダF1広報担当、モータースポーツ解説者、ジャーナリスト（* 1962年）
- 2025年 - ジョヴァンニ・アルヴァネ、心理療法士、元俳優（* 1964年）
- 2025年 - ロッド・ニコルズ、元プロ野球選手（* 1964年）

## 記念日・年中行事

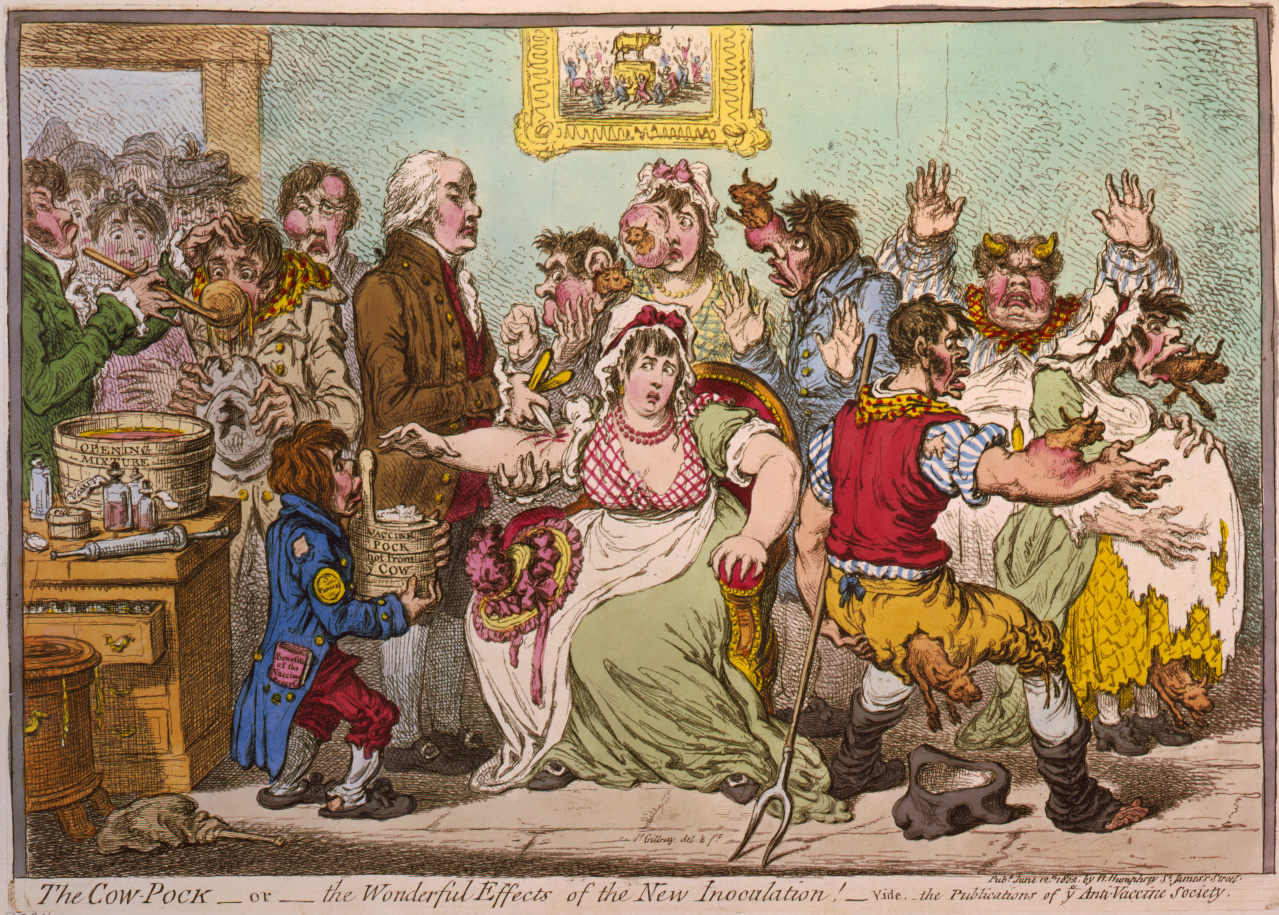
エドワード・ジェンナー、天然痘の予防接種を行う(1796)。画像は接種を描いた戯画(1802)

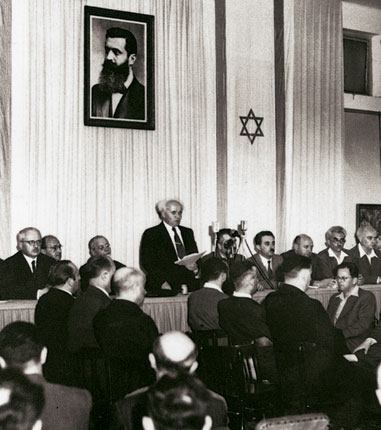
イスラエル建国宣言(1948)

- 独立記念日（ パラグアイ） 5月15日まで
1811年5月14日にパラグアイがスペインから独立したことを記念。
- 国家統一の日（ リベリア）
1960年、法律により5月14日はリベリアの国家統一記念日とされた。2021年、ジョージ・マンネ・ウィア大統領は、長年にわたる内戦の悪影響を排除し、すべてのリベリア人が1960年に制定された法律の理念を受け入れ、団結し、平和を促進できるように、5月14日を祝日とすると宣言した[16]。
- イエローデー・ローズデー（ 韓国）
韓国では、3月14日のホワイトデーまでに恋人ができなかった男女は、4月14日に同性同士で、黒い服を着て、黒いジャージャー麺などを食べてお互いを慰めあう「ブラックデー」が催される。それでも恋人ができなかった人は、5月14日のイエローデーに、黄色い服を着てカレーを食べる。一方カップルにとっては5月14日は「ローズデー」。恋人たちがバラを贈る日とされる[17]。
- 種痘記念日（ 日本）
1796年5月14日に、イギリスの外科医エドワード・ジェンナーが初めて種痘の接種に成功したことから[18]。
- 温度計の日（ 日本）
水銀温度計を発明した、ドイツの物理学者ガブリエル・ファーレンハイトの1686年の誕生日に因む[19]。なお、この日付はユリウス暦に基づくものであるが、ファーレンハイトの生地ダンツィヒではすでにグレゴリオ暦が使用されており、グレゴリオ暦では5月24日となる。しかし、記念日関連の書籍等には温度計の日は5月14日として記載されている。
- 六渡寺獅子舞（ 日本）
富山県射水市六渡寺にある日枝神社の祭礼。5月14日の春祭り、と10月6日の秋祭りに「六渡寺獅子舞」が奉納される。安政3年（1856年）3月に加賀藩主前田斉泰が、中納言昇進のお祝いに赤飯・昆布・スルメを六渡寺住民に配布したお礼として獅子舞が舞われたという記録が残る。夜祭では、天狗が松明を持って獅子の相手をする夜叟振舞が舞われる[20]。
- 大祭礼（ 日本）
島根県出雲市の出雲大社の、天皇の使者を迎えて行われる最大の祭礼。毎年5月14日から3日間にかけて行われる[21]。
- けん玉の日（ 日本）
グローバルけん玉ネットワークが2017年に制定。
広島県呉市の江草濱次によって考案された、けん玉の原型である「日月ボール」の実用新案の登録日が1919年5月14日であることに因む[22]。
2017年5月14日同日、東京都江東区にある亀戸梅屋敷にて催された「けん玉の日」を制定するイベント『KENDAMA FESTIVAL』において、けん玉に関してのギネス世界記録「連続してけん玉をキャッチした人の最も長い列｜Longest Line of People Catching a Kendama Ball Consecutively」を更新する挑戦が行われ、それまでの世界記録114人(2016年山形県長井市が達成)を超え記録を123人に更新した[23][24]。